# Washington Heights (Manhattan)

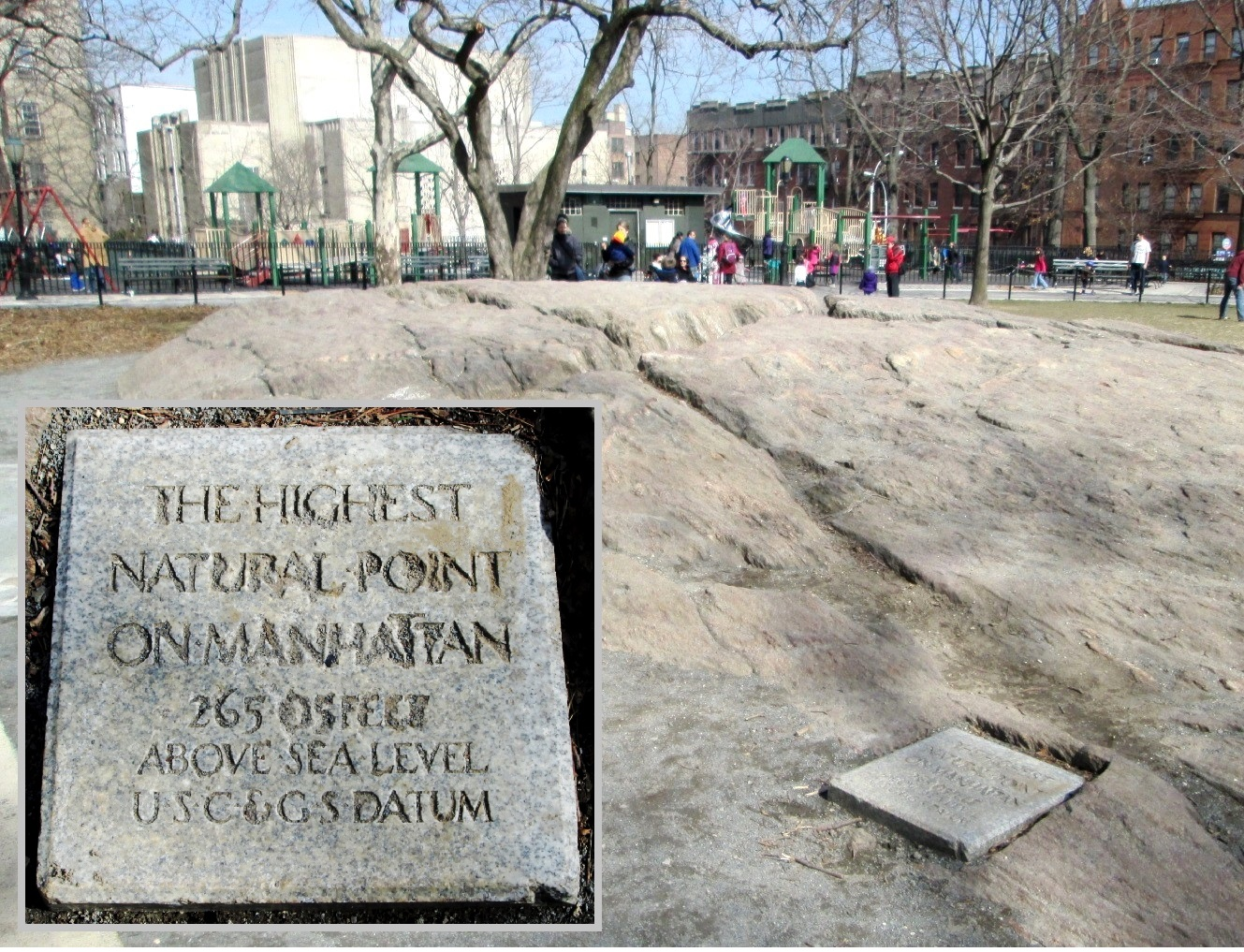
Il punto più alto di Manhattan si trova a Bennett Park a Washington Heights. A sinistra l'ingrandimento della placca a destra.

Washington Heights è un quartiere nella parte settentrionale del distretto di Manhattan a New York. L'area, con oltre 150.000 abitanti a partire dal 2010, prende il nome da Fort Washington, una fortificazione costruita nel punto più alto dell'isola di Manhattan dalle truppe dell'Esercito Continentale durante la Guerra d'indipendenza americana per difendere l'area dalle forze britanniche.
 Washington Heights confina a sud con Harlem, lungo la 155th Street, a nord con Inwood lungo la Dyckman Street o Hillside Avenue, a ovest con il fiume Hudson e a est con il fiume Harlem e Coogan's Bluff.

## Storia

### Storia antica
Nel diciottesimo secolo solo la parte meridionale dell'isola fu colonizzata dagli europei, lasciando il resto di Manhattan in gran parte incontaminato. Tra i molti tratti incontaminati di terra c'era il punto più alto dell'isola, che forniva panorami insuperabili di quella che sarebbe diventata l'area metropolitana di New York.
Quando la guerra rivoluzionaria arrivò a New York, gli inglesi presero il sopravvento. Il generale George Washington e le truppe del suo Esercito Continentale si accamparono sulle alture, chiamandolo Fort Washington, per monitorare i progressisti regolari. L'esercito continentale si ritirò dalla sua posizione dopo la sconfitta, il 16 novembre 1776, nella battaglia di Fort Washington. Gli inglesi presero la posizione e la ribattezzarono Fort Knyphausen in onore di Wilhelm von Knyphausen, il capo degli Hessians, che hanno avuto un ruolo importante nella vittoria britannica. La loro posizione era nel punto ora chiamato Bennett Park. Fort Washington era stato stabilito come una posizione offensiva per impedire alle navi britanniche di navigare a nord sul fiume Hudson. Fort Lee, dall'altra parte del fiume, era il suo gemello, costruito per aiutare nella difesa della Hudson Valley. Il progresso della battaglia è segnato da una serie di placche in bronzo lungo Broadway.
Non lontano dal forte c'era la Blue Bell Tavern, situata in un incrocio tra Kingsbridge Road, dove Broadway e West 181st Street si incrociano oggi, nell'angolo sud-orientale della moderna Hudson Heights. Il 9 luglio 1776, quando il Congresso provinciale di New York assecondò la Dichiarazione di Indipendenza, "Una folla turbolenta di soldati e civili ("non erano presenti persone dignitose", un testimone disse più tardi)... ha marciato verso Broadway fino a Bowling Green, dove hanno rovesciato la statua di Giorgio III eretta nel 1770. La testa è stata messa su un picco alla Blue Bell Tavern..."
La taverna è stata utilizzata in seguito da Washington e dal suo staff quando gli inglesi evacuarono New York, in piedi di fronte ad essa mentre guardavano le truppe americane marciare verso sud per riprendere New York.
Nel 1856 la prima casa registrata era stata costruita sul sito di Fort Washington. La residenza Moorewood era lì fino al 1880. La proprietà fu acquistata da Richard Carman e venduta a James Gordon Bennett Sr. per una tenuta estiva nel 1871. I discendenti di Bennett in seguito cedettero la terra alla città per costruire un parco che onorasse l'accampamento della guerra rivoluzionaria. Bennett Park è una parte di quella terra. Lucius Chittenden, un mercante di New Orleans, costruì una casa sulla terra che acquistò nel 1846 a ovest di quello che ora è Cabrini Boulevard e West 187th Street. Era conosciuta come la tenuta di Chittenden nel 1864. C. P. Bucking ha chiamato la sua casa Pinehurst sulla terra vicino all'Hudson, un titolo che sopravvive come Pinehurst Avenue.
La serie di creste che si affacciano sull'Hudson erano siti di ville nel XIX secolo, inclusa la vasta proprietà di John James Audubon.

### Inizio e metà del XX secolo
All'inizio del XX secolo i boschi iniziarono a essere abbattuti per far posto alle case. Le scogliere che ora sono Fort Tryon Park ospitavano la villa Cornelius Kingsley Garrison Billings, un presidente in pensione della Chicago Coke and Gas Company. Comprò 25 acri (100.000 m2) e costruì Tryon Hall, una casa in stile Luigi XIV progettata da Gus Lowell. Aveva un ingresso pedonale dal Henry Hudson Parkway alto 15 metri e fatto di granito del Maine. Nel 1917, Billings vendette la terra a John Davison Rockefeller Jr. per 35.000 dollari per acro. Tryon Hall fu distrutta da un incendio nel 1925. La tenuta fu la base per il libro "Il mistero del drago" di S. S. Van Dine, nel quale il detective Philo Vance doveva risolvere un omicidio per motivi di proprietà, dove doveva essere vissuto un drago.
Nei primi anni del 1900 gli immigrati irlandesi si trasferirono a Washington Heights. Gli ebrei europei andarono a Washington Heights per sfuggire al nazismo negli anni 1930 e 1940. I greci iniziarono a trasferirsi a Washington Heights negli anni 1920 e la comunità fu definita "l'Astoria di Manhattan" negli anni 1950 e 1960. Gli immigranti dominicani hanno iniziato ad arrivare poco dopo e negli anni '80, Washington Heights è stato l'epicentro della diaspora dominicana negli Stati Uniti.

#### Fort Tryon
Durante la prima guerra mondiale, gli immigranti dall'Ungheria e dalla Polonia si trasferirono vicino agli irlandesi. Poi, mentre il nazismo cresceva in Germania, gli ebrei fuggirono. Verso la fine degli anni 1930 più di 20.000 rifugiati dalla Germania si erano stabiliti a Washington Heights.
L'inizio di questa sezione di Washington Heights come quartiere nel quartiere sembra aver avuto inizio intorno a questo periodo, negli anni precedenti la seconda guerra mondiale. Uno studioso si riferisce alla zona nel 1940 come "Fort Tryon" e "la zona di Fort Tryon". Nel 1989, Steven M. Lowenstein scrisse: "La più grande distanza sociale si trovava tra l'area a nord-ovest, a sud di Fort Tryon Park, che era, e rimane, la sezione più prestigiosa... Questa differenza è stata già osservata nel 1940, continuato senza sosta nel 1970 ed era ancora evidente anche nel 1980..." Lowenstein considera Fort Tryon l'area ad ovest di Broadway, ad est dell'Hudson, a nord di West 181st Street e a sud di Dyckman Street, che include Fort Tryon Park. Scrive: "All'interno dell'area centrale di Washington Heights (tra la 155th Street e Dyckman Street) c'era anche una considerevole differenza: più a nord e a ovest si andava, più prestigioso era il quartiere..."

#### Frankfurt-on-the-Hudson
Negli anni successivi alla seconda guerra mondiale, il quartiere venne chiamato Frankfurt-on-the-Hudson a causa della fitta popolazione di ebrei tedeschi che vi si erano stabiliti. Un numero sproporzionato di tedeschi che vi si stabilirono proveniva da Frankfurt-am-Main, forse dando origine a un nuovo nome. Nessun altro quartiere della città ospitava così tanti ebrei tedeschi che avevano creato il loro mondo tedesco centrale negli anni 1930.

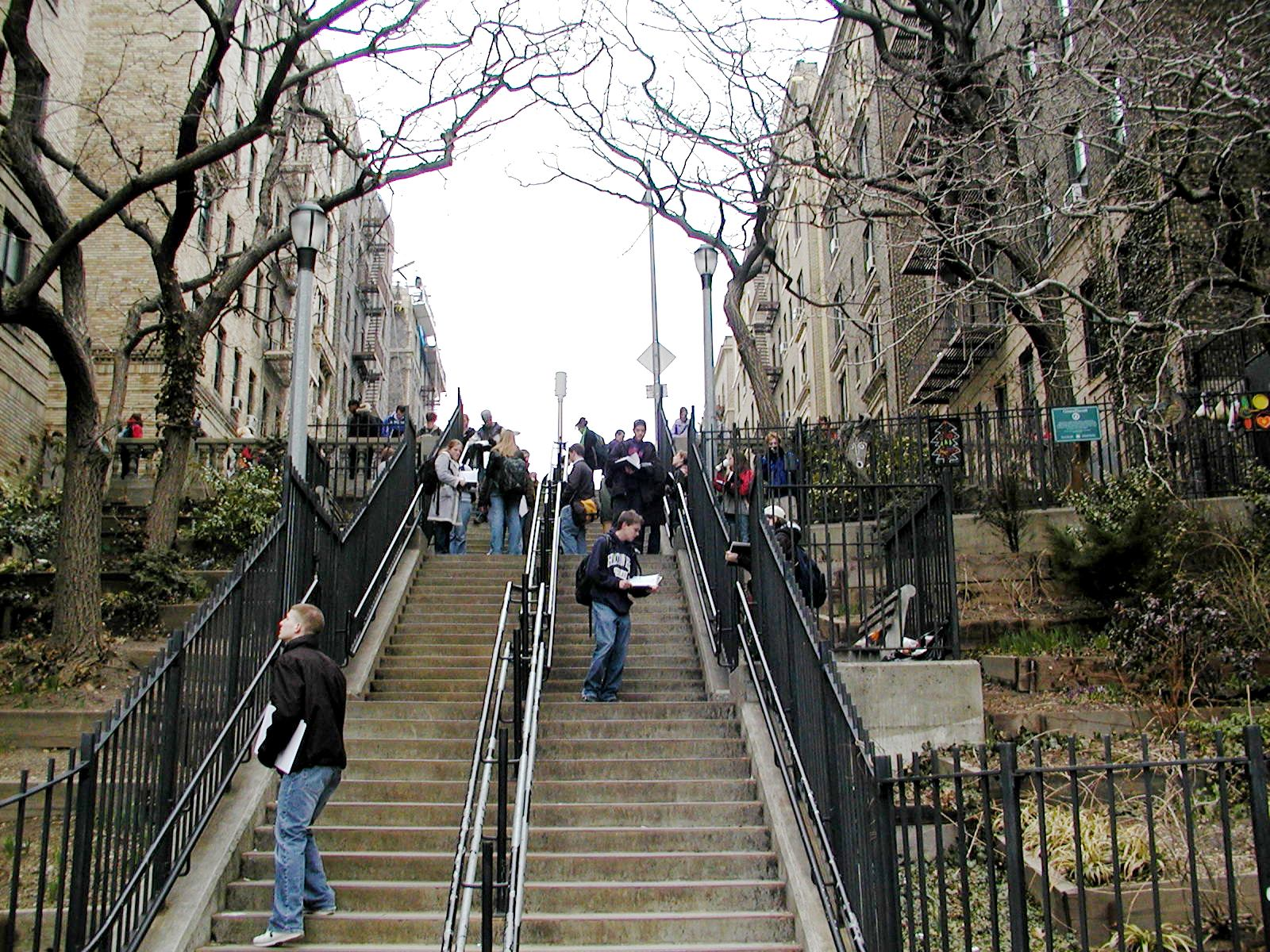
Scale che vanno dalla fine di Pinehurst Avenue fino alla West 181st Street.

Nel 1934 i membri del German-Jewish Club di New York avviarono Aufbau, una newsletter per i suoi membri che divenne successivamente un giornale. I suoi uffici erano vicini a Broadway. Il giornale divenne noto come "una voce intellettuale di spicco e un foro principale per gli ebrei germanici negli Stati Uniti", secondo l'ambasciata tedesca a Washington, DC. "Ha caratterizzato il lavoro di grandi scrittori e intellettuali di spicco come Thomas Mann, Albert Einstein, Stefan Zweig e Hannah Arendt. Era uno dei pochi giornali a riferire sulle atrocità dell'Olocausto durante la seconda guerra mondiale."
Nel 1941 pubblicò Aufbau Almanac, una guida per vivere negli Stati Uniti che spiegava il sistema politico americano, l'istruzione, la legge sulle assicurazioni, l'ufficio postale e lo sport. Dopo la guerra, Aufbau aiutò le famiglie che erano state disseminate dalle battaglie europee per ricongiungersi elencando i nomi dei sopravvissuti. Gli uffici di Aufbau si trasferirono infine nell'Upper West Side. Il giornale è quasi fallito nel 2006, ma è stato acquistato da Jewish Media AG, ed esiste oggi come una rivista mensile di notizie. Le sue redazioni sono ora a Berlino, ma mantiene un corrispondente a New York City.
Quando i figli degli immigranti ebrei nella zona di Hudson Heights crebbero, tendevano a lasciare il quartiere, e qualche volta, la città stessa. Nel 1960 gli ebrei tedeschi rappresentavano solo il 16% della popolazione di Frankfurt-on-the-Hudson. Il quartiere divenne meno apertamente ebreo negli anni 1970 quando gli immigrati sovietici si trasferirono lì. Dopo l'immigrazione sovietica, le famiglie provenienti dai Caraibi, in particolare Porto Rico e Repubblica Dominicana, ne fecero la loro casa. Così tanti domenicani vivono a Washington Heights che i candidati alla presidenza della Repubblica Dominicana partecipano alle parate nel quartiere. Gli afroamericani cominciarono a trasferirsi lì negli anni '80, seguiti a breve da altri gruppi etnici.
 Il termine "Frankfurt-on-the-Hudson" non descrive più il quartiere.

### Fine del XX e inizio del XXI secolo

#### Epidemia di crimine negli anni 80
Dal 2011 Washington Heights aveva tra i più bassi tassi di criminalità segnalati nei quartieri di Manhattan, anche se un tempo le cose erano molto diverse.
Infatti negli anni '80, le Heights furono gravemente colpite dall'epidemia di crack e cocaina, così come il resto della città di New York. Ciò era dovuto, in parte, alla gang del vicinato, nota come Wild Cowboys o Red Top Gang, che erano associati a Santiago Luis Polanco Rodríguez. I Wild Cowboy erano responsabili del maggior numero di crimini, in particolare di omicidi, durante la fine degli anni 1980 e l'inizio degli anni 1990. Robert Jackall ha scritto un libro, Wild Cowboys: Urban Marauders & Forces of Order, che descrive gli eventi che hanno avuto luogo durante quel periodo di illegalità. I senzatetto dilagavano a macchia d'olio. Durante quel periodo, Washington Heights era diventato il secondo più grande centro di distribuzione di droga nel nord-est degli Stati Uniti (secondo solo ad Harlem). Nel 1989 il New York Times chiamò il quartiere "la capitale del crack dell'America".

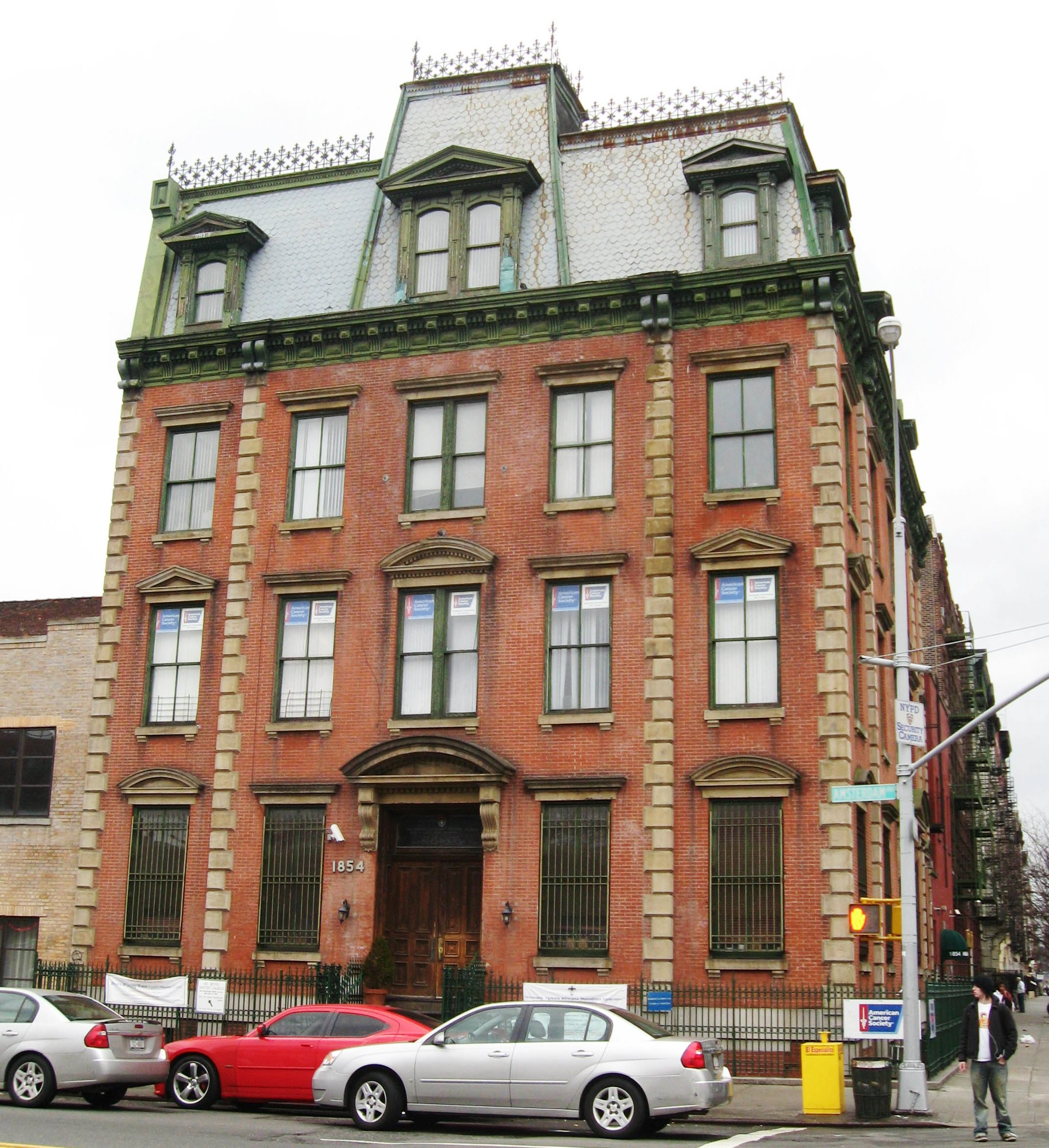
Ex 30th Precinct House sulla 152nd Street, un punto di riferimento di New York.

Il 18 ottobre 1988, il ventiquattrenne agente di polizia della polizia di New York Michael J. Buczek fu assassinato da spacciatori di droga a Washington Heights. Gli assassini sono fuggiti nella Repubblica Dominicana, dove uno - Daniel Mirambeaux, il presunto tiratore - è morto sotto custodia della polizia nel giugno 1989 dopo essere caduto in circostanze misteriose, e un secondo è stato arrestato dai Marshal degli Stati Uniti nel 2000. Il terzo sospetto è stato arrestato nella Repubblica Dominicana nel maggio 2002, dopo il quale Pablo Almonte, 51 anni, e Jose Fernandez, 52 anni, hanno ricevuto una pena detentiva massima di 25 anni per i loro ruoli nell'omicidio dell'ufficiale Buczek.
 Negli anni successivi, la famiglia Buczek fondò la "Michael J. Buczek Foundation". C'è una strada, una scuola elementare e un campo da baseball della piccola lega chiamato in onore dell'ufficiale Buczek. Il Police Officer Michael J. Buczek Little League, l'unico programma nazionale gestito da agenti di polizia, ospita 30 squadre con oltre 350 ragazzi e ragazze, che vengono istruiti da ufficiali del Dipartimento di polizia di New York e membri della comunità.

#### Rinnovamento urbano, gentrificazione e minori tassi di criminalità
Mentre il commercio di crack diminuiva, il crimine è diminuito negli anni successivi. L'arresto di agenti di polizia coinvolti nel traffico di droga ha cambiato radicalmente il quartiere. Anche le persone venivano fermate per la loro vita criminale. Ciò ha eliminato molti spacciatori di strada di basso livello, ma quelli più grandi cambiarono il loro modo di operare. Mentre i grandi spacciatori continuavano a far funzionare le loro attività, i servizi di consegna della droga divennero la norma. Per tentare di arginare tale situazione venne aggiunto un nuovo distretto di polizia nel quartiere. Oggi il suo tasso di criminalità, insieme a quello della vicina Harlem, è molto più basso.
Anche se le denunce di reato sono diminuite di 5,9% nel 2007 rispetto al 2001 (e in calo del 65,5% rispetto al 1993), ci sono stati cinque omicidi nella parte bassa di Washington Heights (cioè, sotto la West 178th Street) nel 2007. Nella parte superiore di Washington Heights, dove il 34º distretto comprende Fort George, Hudson Heights e il quartiere separato di Inwood, nel 2007 c'è stato un solo omicidio; allo stesso modo, sopra la West 179th Street, i reclami per reati sono diminuiti del 21,1% nel 2007 rispetto al 2001 (e in calo dell'83,2% rispetto al 1993). Ciò pone Lower Washington Heights alla pari di Harlem, dove anche il 30º distretto ha registrato cinque omicidi nel 2007. In confronto, il 13º distretto (Flatiron District, Stuyvesant Town e Union Square) registrò tre omicidi nel 2007 e il 20º distretto (Upper West Side) non ne registrò nessuno.
Dal 2000, dopo decenni di fiorente attività di narcotici, iniziò la gentrificazione. Anche i dati demografici del quartiere iniziarono a cambiare, poiché molti dominicani iniziarono a trasferirsi in altre parti del Nord-Est in cerca di alloggi più economici mentre il loro esodo cominciava a lasciare spazio ad altre comunità ispaniche, come ecuadoregni e messicani, e facoltosi professionisti bianchi.
Secondo un'analisi dei registri della polizia, nel 2011 Washington Heights era il quarto quartiere più sicuro di Manhattan. Il suo "Crime and safety report", che classifica tutti i quartieri nei cinque distretti, ha scoperto che il crollo della criminalità a Upper Manhattan ha portato il quartiere quasi alla cima; Inwood si è classificato terzo, mentre Greenwich Village si è classificato al 68°.
Il New York Post elencava una parte del quartiere - il blocco di Frederick Douglass Boulevard tra la West 155th Street e Harlem River Drive - come uno dei "blocchi più pericolosi della città" perché le statistiche sul crimine della polizia per il 2015 mostravano che 18 rapine sono state fatte e segnalato lì, più che per qualsiasi altro isolato.

## Geografia
Washington Heights si trova sull'alta cresta di Upper Manhattan, che si innalza ripidamente a nord della stretta valle che porta dalla 133rd Street all'ex-sbarco dei traghetti sul fiume Hudson che serviva il villaggio di Manhattanville. Sebbene il quartiere fosse considerato una volta a sud fino della 133rd Street, l'uso moderno definisce il quartiere come a nord da Hamilton Heights a 155th Street a Inwood, in cima alla Hillside Avenue o Dyckman Street, a seconda della fonte.
Le pendici boscose di Washington Heights viste da una baia sabbiosa sull'Hudson nel 1845 circa sono illustrate in una tela dal figlio di John James Audubon, Victor Clifford Audubon, conservato nel Museo della città di New York.
I codici postali ZIP per Washington Heights sono 10032, 10033 e 10040.

### Posizione del punto più alto di Manhattan
Quindici isolati dalla parte settentrionale di Washington Heights, nel suo quartiere di Hudson Heights vicino a Pinehurst Avenue e West 183rd Street a Bennett Park, si trova una targa che segna la più alta elevazione naturale di Manhattan, 81 m sul livello del mare, in quella che era la posizione di Fort Washington, il campo di guerra rivoluzionario del generale George Washington e le sue truppe, da cui Washington Heights prende il nome.

### Sub-quartieri

#### Hudson Heights

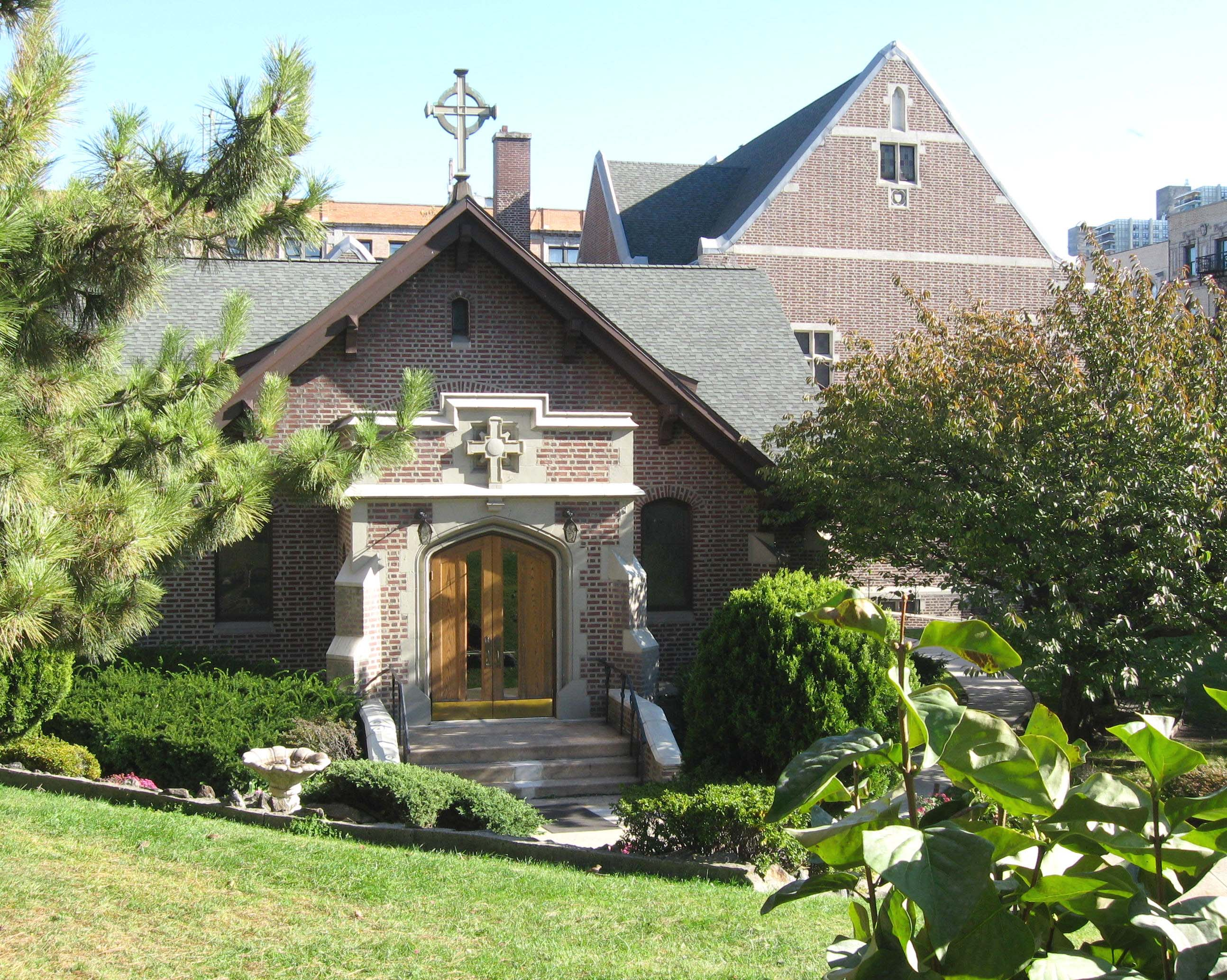
Fort Washington Collegiate Church

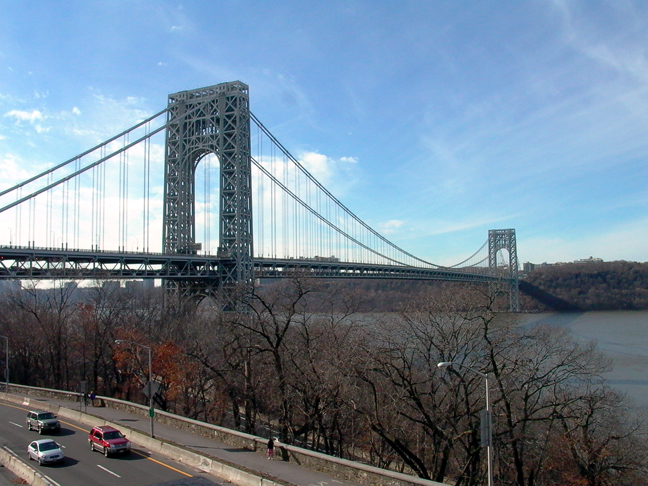
Plaza Lafayette offre una vista panoramica di Fort Washington Park, il Ponte George Washington, il fiume Hudson e le The Palisades del New Jersey.

Hudson Heights è generalmente considerato estendersi a est di Broadway, sebbene altri lo riducano ai blocchi tra Fort Washington Avenue e il fiume Hudson. Il nome sembra essersi fermato a partire dagli anni '90, quando i mediatori immobiliari e gli attivisti del quartiere hanno iniziato a usarlo.
Gli attivisti del vicinato formarono un gruppo alla fine del 1992 per contribuire a promuovere il quartiere e dopo aver considerato diversi nomi, si accordarono su quello che divenne parte del nome della loro organizzazione: Hudson Heights Owners' Coalition. Secondo uno dei fondatori del gruppo, i broker immobiliari non iniziarono ad usare il nome fino a quando non fu formato il gruppo. Elizabeth Ritter, la presidentessa del gruppo dei proprietari, ha dichiarato che "non si proponevano di cambiare il nome del quartiere, ma [loro] sono stati attenti a come hanno selezionato il nome dell'organizzazione". "Hudson Heights" in realtà iniziò ad essere usato come nome per una sezione del quartiere un anno dopo.
Il nuovo nome sostituì il riferimento obsoleto al patrimonio tedesco, che alcuni hanno criticato, anche se la popolazione di lingua tedesca ormai è trascurabile. Sebbene molti russofoni vivano ancora lì, gli oratori spagnoli superano di gran lunga i russofoni, e l'inglese rimane la lingua franca.
Il nome di Hudson Heights è stato adottato da entità così diverse nella zona come organizzazioni artistiche e imprese. I giornali come The Wall Street Journal, The New York Times e The Village Voice usano il nome in riferimento al quartiere, come anche The New York Sun e Gourmet. La rivista Money nel suo articolo del novembre 2007 ha nominando Hudson Heights il miglior quartiere in cui andare a ritirare a New York.

#### Fort George
Storicamente, Fort George corre da Broadway est al fiume Harlem, e dalla West 181st Street a nord di Dyckman Street. La più grande istituzione di Fort George è la Yeshiva University, il cui campus principale si trova ad est di Amsterdam Avenue ad Highbridge Park. Nel quartiere si trova una filiale dell'Associazione ebraica dei giovani e delle donne e la George Washington High School si trova sul sito originale del Fort George. La Chiesa presbiteriana di Fort George è sulla St. Nicholas Avenue. Washington Terrace, una delle rare strade semi-private di Manhattan, corre a sud della West 186th Street per un mezzo isolato tra Audubon e Amsterdam Avenue. Le case unifamiliari sono state costruite per le famiglie della classe media ma alcune sono rimaste disabitate per anni. L'area è servita dalle linee di autobus M3 e M101.

### Punti di interesse

#### Parchi
- Bennett Park – il più alto punto naturale di Manhattan[40]
- Fort Tryon Park – casa del The Cloisters[51]
- Hispanic Society of America[52]
- Fort Washington Park – casa del Faro di Jeffrey's Hook[53]
- Gorman Park[54]
- Highbridge Park[55]
- J. Hood Wright Park[56]
- Riverside Park[57]
- Mitchell Square Park – ha il memoriale di Washington Heights e Inwood della prima guerra mondiale di Gertrude Vanderbilt Whitney[58]
- McKenna Square[59]
- Harlem River Park costeggia il fiume Harlem dalla 131st Street a Dyckman Street[60]

#### Siti noti

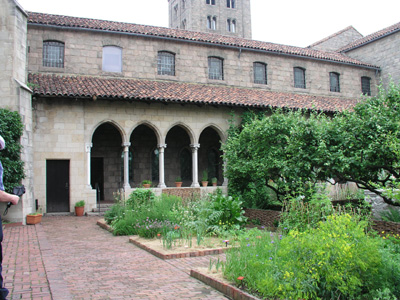
Il chiostro di Bonnefont-en-Comminges, a The Cloisters.

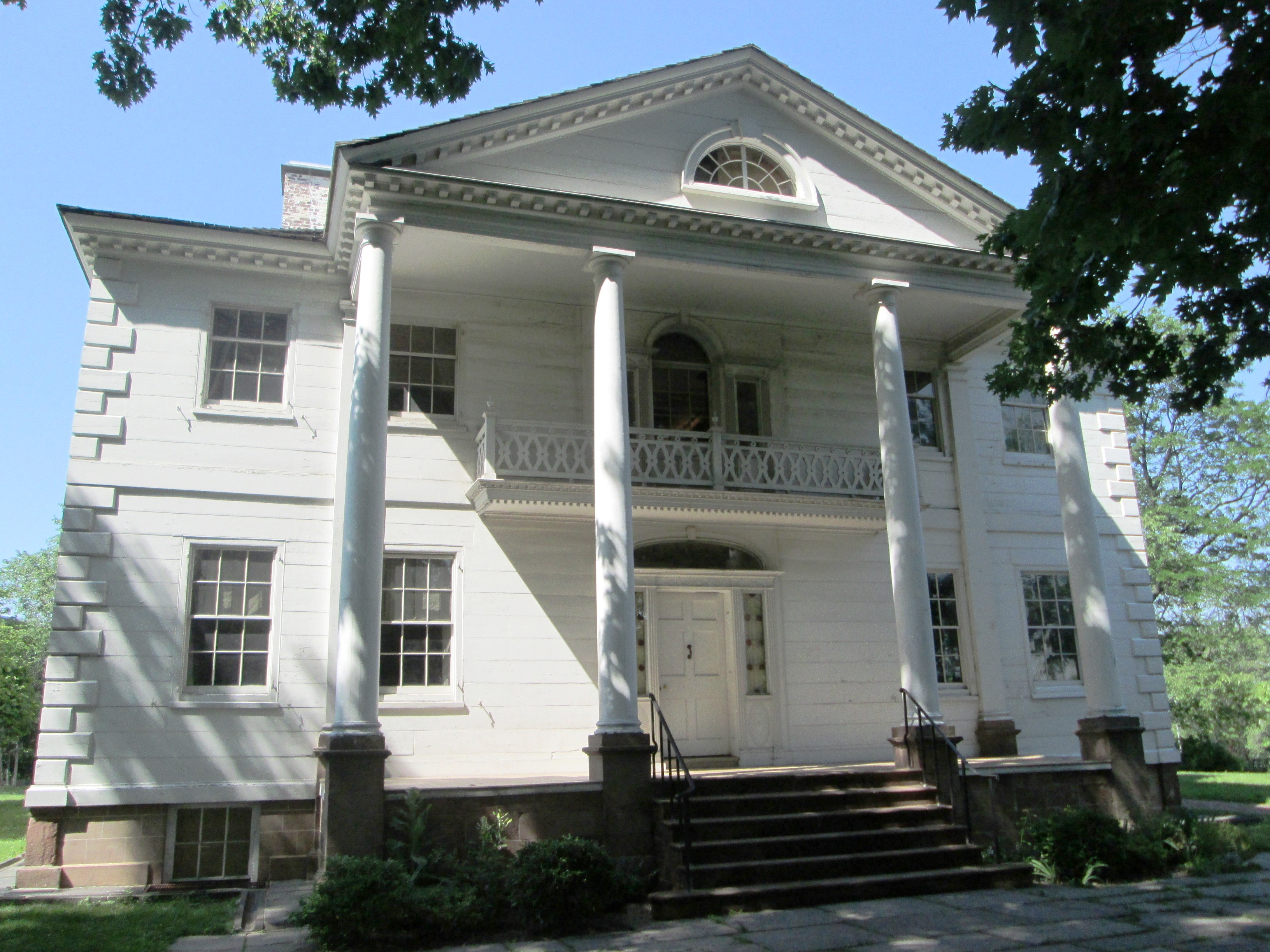
La Morris-Jumel Mansion.

Tra i possedimenti sul lungofiume ora scomparso delle Heights c'era "Minnie's Land", la casa dell'artista ornitologico John James Audubon, che è sepolto nel cimitero della chiesa del Trinity Church nel quartiere della Church of the Intercession (1915), un capolavoro dell'architetto Bertram Grosvenor Goodhue. Inoltre è sepolto anche il poeta Clement Clarke Moore, che ha scritto "Twas the Night Before Christmas".
Columbia-Presbyterian, il primo centro medico accademico negli Stati Uniti, inaugurato nel 1928. Ora noto come New York-Presbyterian / Columbia University Irving Medical Center e Columbia University College of Physicians and Surgeons, la scuola di medicina della Columbia University, che si trova nell'area tra la 168th Street e Broadway, occupando l'ex sito di Hilltop Park, la sede dei New York Highlanders - ora noti come New York Yankees - dal 1903 al 1912. Dall'altra parte della strada c'è il New Balance Track and Field Center, una pista coperta e sede della National Track & Field Hall of Fame.
Il sito culturale e turistico più famoso di Washington Heights è The Cloisters a Fort Tryon Park, all'estremità settentrionale del quartiere, con vista sull'Hudson e sul New Jersey Palisades. Questo ramo del Metropolitan Museum of Art è dedicato all'arte e alla cultura medievale e si trova in un edificio in stile medievale, le cui porzioni sono state acquistate in Europa da John Davison Rockefeller Jr. nel 1925, portate e riassemblate negli Stati Uniti e aperto al pubblico nel 1938.
Audubon Terrace, un gruppo di cinque distinti edifici istituzionali di Architettura Beaux Arts, ospita un altro importante museo, sebbene poco visitato, il Hispanic Society of America. La società ha la più grande collezione di opere di El Greco e Goya al di fuori del Museo del Prado, tra cui uno dei famosi dipinti di Goya di Cayetana, la duchessa di Alba. Nel settembre 2007 ha iniziato una collaborazione triennale con la Dia Art Foundation. Il campus di Broadway a West 156th Street ospita anche l'American Academy of Arts and Letters, che ospita due volte all'anno mostre pubbliche (che durano un mese) e il Boricua College.
La casa più antica di Manhattan, la Morris-Jumel Mansion, si trova nel distretto storico Jumel Terrace, tra la West 160th e la West 162nd, appena ad est di St. Nicholas Avenue. Casa storica adibita a museo accreditata dall'AAM, il palazzo interpreta l'era coloniale, il periodo in cui il generale George Washington lo occupò durante la Guerra d'indipendenza americana e l'inizio del XIX secolo a New York.
La Paul Robeson Home, situata al 555 di Edgecombe Avenue all'angolo di Edgecombe Avenue e la 160th Street, è un edificio storico nazionale. L'edificio è noto per i suoi famosi residenti afroamericani tra cui l'attore Paul Robeson, il musicista Count Basie e il pugile Joe Louis.
Altri residenti a Washington Heights degni di nota includono Althea Gibson, la prima campionessa afroamericana di Wimbledon, Frankie Lymon diWhy Do Fools Fall in Love, Leslie Uggams, partecipante regolare al Sing Along with Mitch. Altri musicisti che hanno vissuto nella zona per periodi di tempo significativi sono stati i batteristi jazz Tony Williams e Alphonse Muzon e il chitarrista vincitore del Grammy Marlon Graves.
Il 21 febbraio 1965, Malcolm X fu assassinato durante un discorso all'Audubon Ballroom, a Broadway sulla West 165th Street. L'interno dell'edificio è stato demolito, ma rimane la facciata di Broadway, incorporata in uno degli edifici del Columbia Audubon Center. Ora è la sede del Malcolm X and Dr. Betty Shabazz Memorial and Educational Center. Diversi negozi, ristoranti e una libreria occupano il primo piano.
Sulla riva dell'Hudson, nel Fort Washington Park si trova il faro di Jeffrey's Hook, un piccolo faro situato sulla punta di Jeffrey's Hook alla base del molo orientale del George Washington Bridge, reso famoso da un libro per bambini del 1942. È il luogo di un festival omonimo di fine estate. Una nuotata ricreativa di 5,85 miglia (9,41 km) finisce lì all'inizio dell'autunno. È anche un luogoo popolare per osservare per i falchi pellegrini.

## Ospedali
Il Columbia University Medical Center a West 168th Street si trova a Washington Heights. Nelle vicinanze si trova anche l'Allen Hospital nella punta più settentrionale di Manhattan, nel quartiere di Inwood. Entrambi fanno parte del New York-Presbyterian Hospital.

## Trasporti

### Ponti

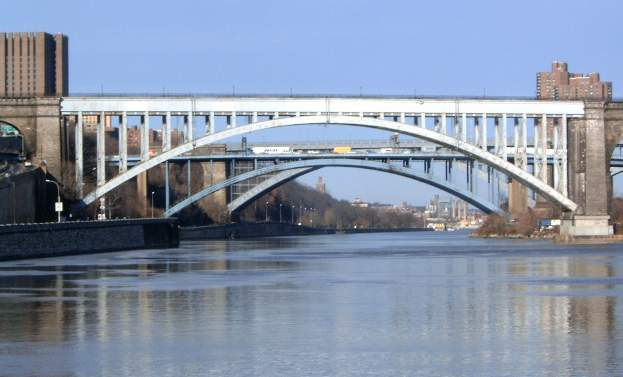
Sono visibili tre dei ponti che attraversano il fiume Harlem: High Bridge (in primo piano); Alexander Hamilton Bridge (al centro, dietro High Bridge); e il Washington Bridge (sullo sfondo). In questa foto, guardando a nord, Manhattan è a sinistra e il Bronx a destra.

Washington Heights è collegata a Fort Lee, New Jersey, attraverso il fiume Hudson attraverso il George Washington Bridge progettato da Othmar Ammann, il ponte più trafficato del mondo da veicoli a motore. Il George Washington Bridge Bus Station, progettato da Pier Luigi Nervi, si trova all'estremità del ponte a Manhattan, al West 179th Street e a Fort Washington Avenue. Costruito nel 1963, il terminal ha enormi condotti di ventilazione che, da lontano, sembrano farfalle di cemento. Il busto di Nervi si trova nella hall del terminal.
La Trans-Manhattan Expressway, una parte dell'Interstate 95, procede per 1,3 km dal George Washington Bridge in una trincea tra la 178th e la 179th Street. Ad est l'autostrada conduce all'Alexander Hamilton Bridge, completato nel 1963, attraverso il fiume Harlem per collegare il GWB al Bronx e alla Cross Bronx Expressway. Il Washington Bridge attraversa il fiume Harlem a nord del ponte Alexander Hamilton. High Bridge è il più antico ponte di New York ancora esistente, attraversando il fiume appena a sud del ponte Alexander Hamilton sulla 175th Street a Manhattan. Completato nel 1848, originariamente trasportava l'acquedotto di Croton come parte del sistema idrico della città di New York e in seguito fungeva da ponte pedonale che era stato chiuso al pubblico dagli anni 1970; Alla fine degli anni 1920, molti dei pilastri di pietra furono sostituiti con un arco di acciaio che attraversava il fiume per consentire alle navi di navigare più facilmente sotto il ponte. Nel giugno 2015 l'High Bridge è stato riaperto come ponte pedonale e ciclabile.

### Variazioni di elevazione
A causa della loro topografia collinare, la navigazione pedonale, in particolare a Upper Manhattan e nel West Bronx, è facilitata da molte vie pedonali. La più lunga di queste a Washington Heights conta circa 130 scalini per un dislivello di circa 19,8 metri, collega la Fort Washington Avenue e Overlook Terrace alla 187th Street.
I pedoni possono utilizzare gli ascensori alla stazione della metropolitana nella 181st Street, con gli ingressi su Overlook Terrace e Fort Washington Avenue a 184th Street e, analogamente, sulla 190th Street per effettuare il grande cambiamento di quota. Solo la connessione pedonale della 184th Street è accessibile ai disabili. Quando furono originariamente costruiti, il controllo delle tariffe per entrambe le stazioni era nella stazione, fuori dagli ascensori, il che significava che potevano essere utilizzati solo pagando una tariffa della metropolitana, ma entrambi avevano il controllo delle tariffe spostato al livello mezzanino nel 1957, rendendo gli ascensori gratuiti per i residenti del quartiere e fornendo una connessione pedonale più facile tra Hudson Heights e il resto di Washington Heights. C'è anche un tunnel pedonale e un collegamento gratuito con l'ascensore alla stazione IRT 191st.

### Metropolitana
Washington Heights è ben servita dalla metropolitana di New York. Sulla linea IND Eighth Avenue sono posizionate le fermate 155th Street e 163rd Street-Amsterdam Avenue (linee A e C), 168th Street (linee 1, A e C) e 175th Street, 181st Street e 190th Street (linea A). Lungo la linea IRT Broadway-Seventh Avenue, la linea 1 ferma a 157th Street, 168th Street, 181st Street e 191st Street.
La stazione della 190th Street contiene l'unica entrata della metropolitana in stile gotico, sebbene quando fu costruita originariamente era un semplice edificio in mattoni; la facciata in pietra è stata aggiunta in seguito per portare l'edificio in armonia con l'ingresso del Fort Tryon Park proprio di fronte a Margaret Corbin Circle. La stazione è stata inserita nel registro nazionale dei luoghi storici nel 2005. La stazione della 190th Street, insieme alla stazione della 191st Street, ha la particolarità di essere una delle più profonde dell'intero sistema metropolitano dalla distanza al livello del suolo. Pertanto le stazioni IND di 18st Street e 190th Street forniscono collegamenti in ascensore tra Hudson Heights, in cima al crinale, e la valle di Broadway di Washington Heights in basso. La stazione IRT 191st Street ha anche ascensori a livello stradale.

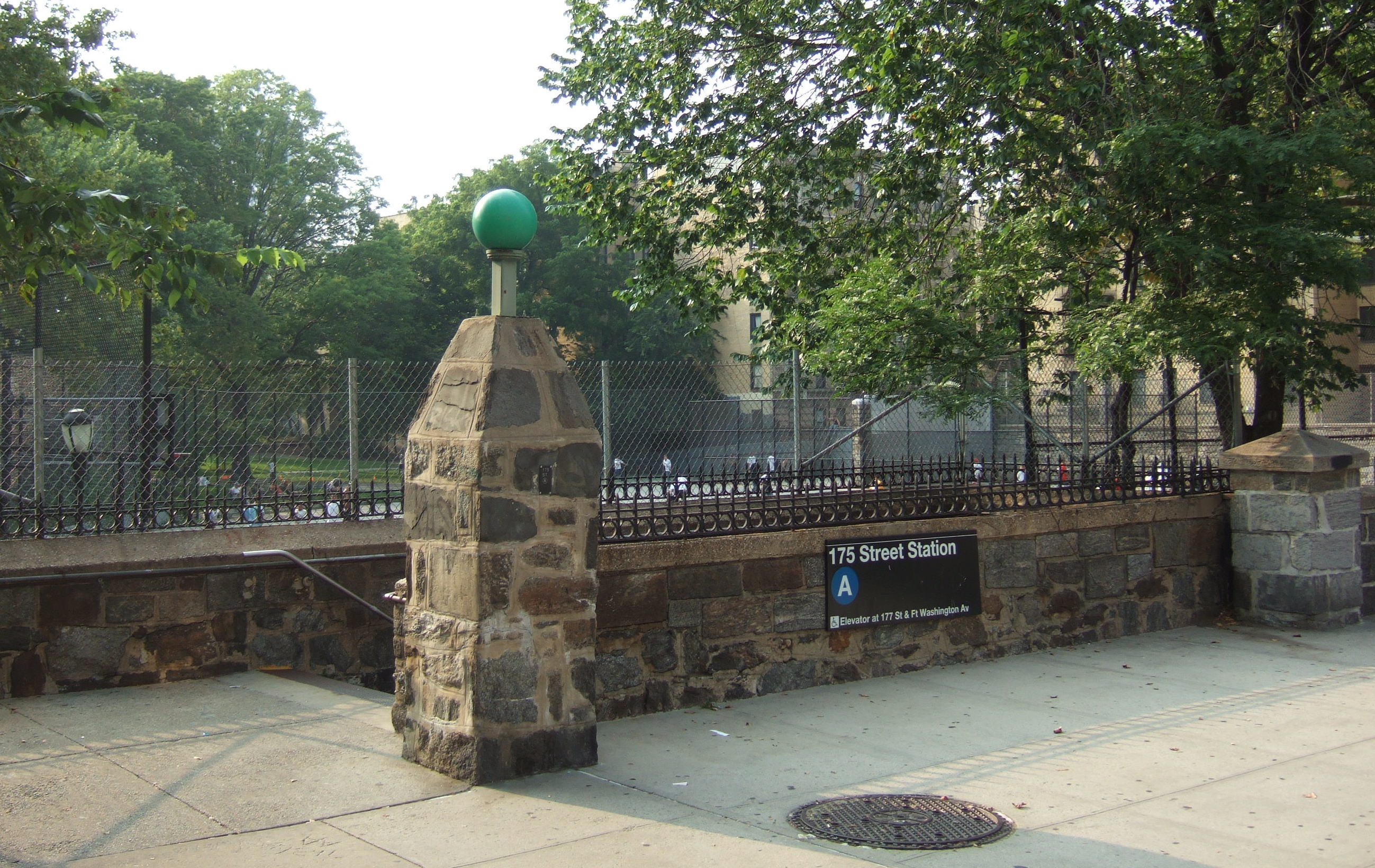
Ingresso alla stazione della 175th Street a 175th St. e Ft. Washington Avenue.
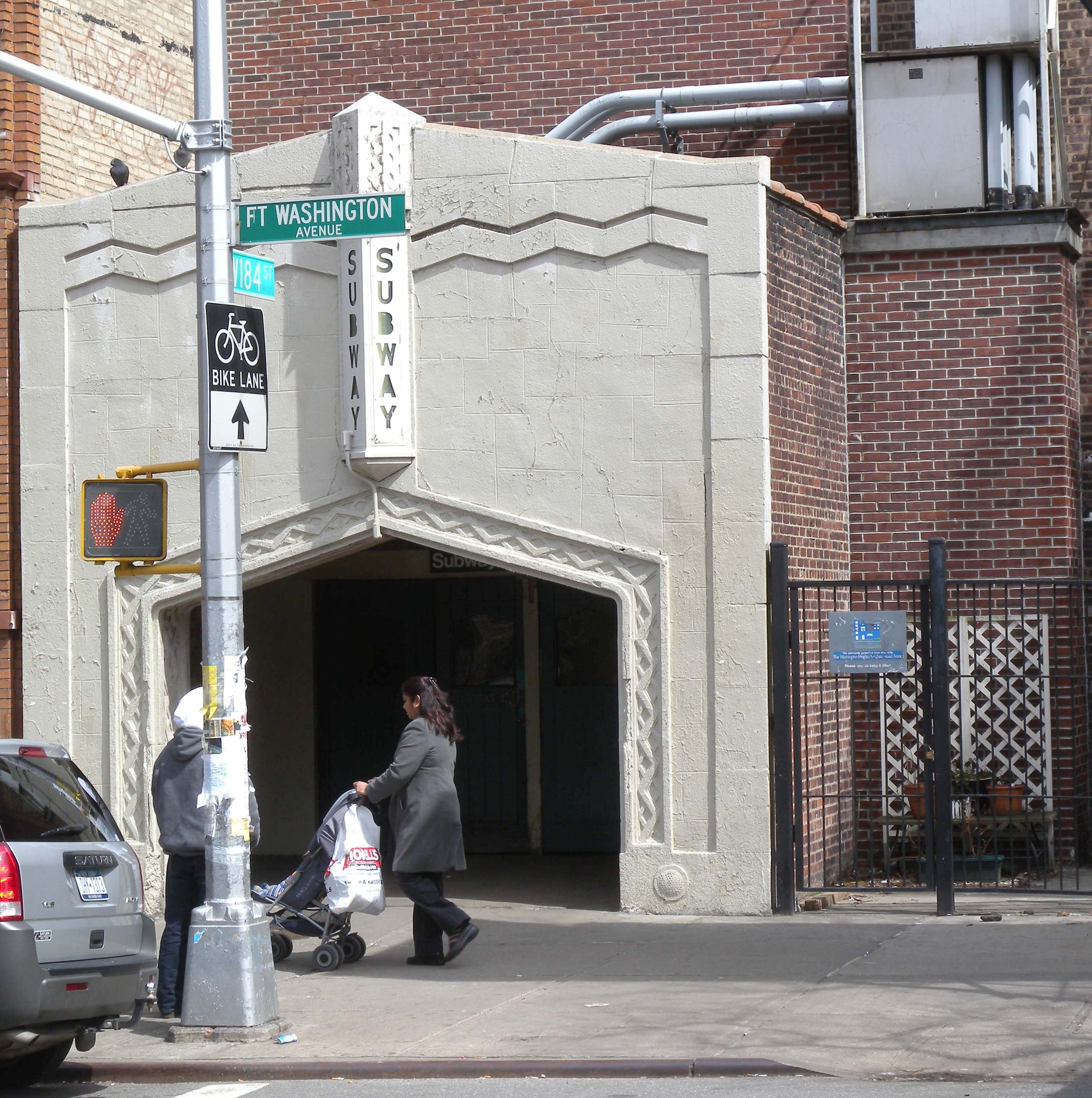
Ingresso alla stazione IND 181st Street a 184th Street e Ft. Washington Avenue.
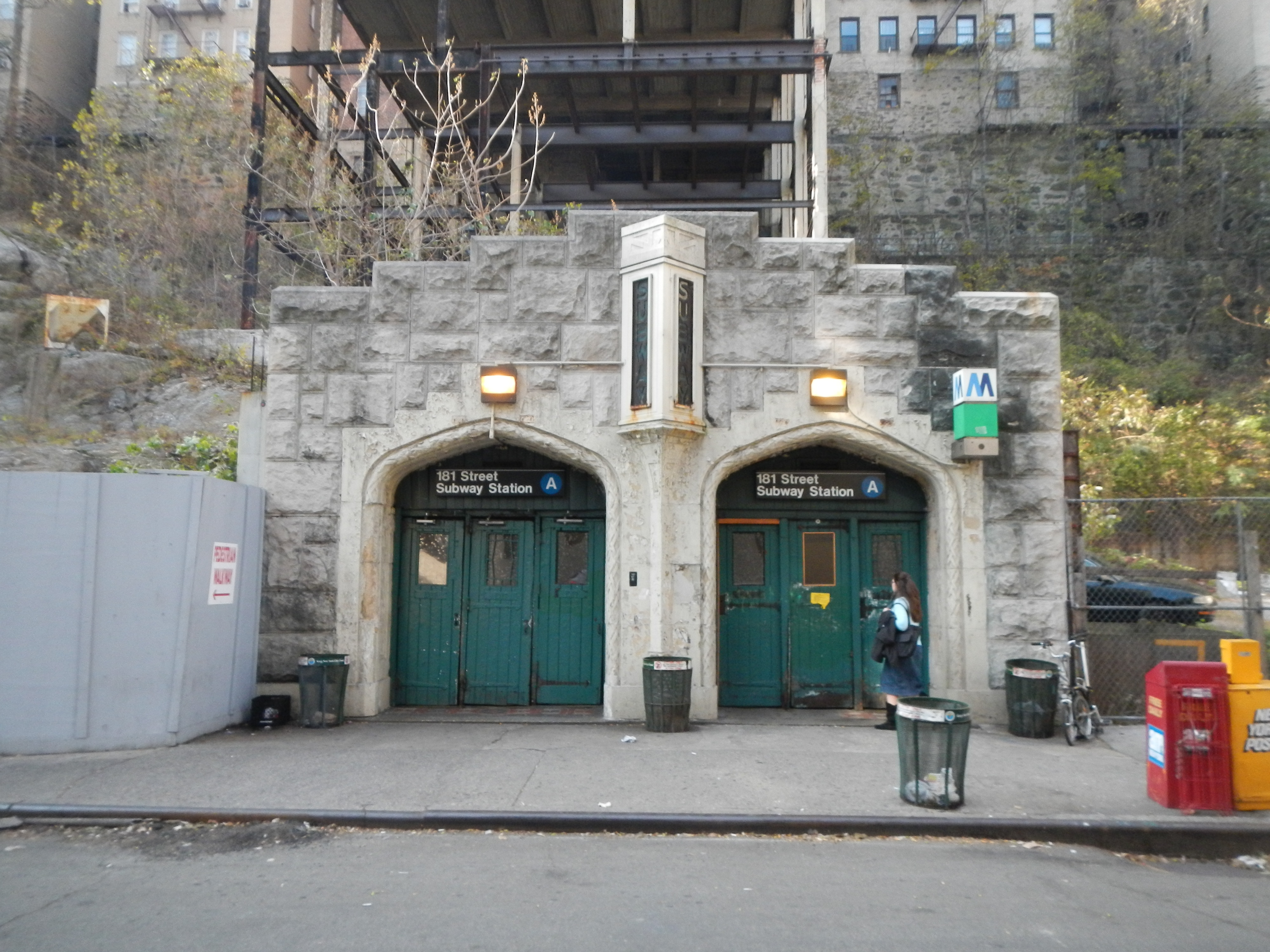
Altro ingresso per la stazione 181st Street IND di Overlook Terrace sulla 184th Street.
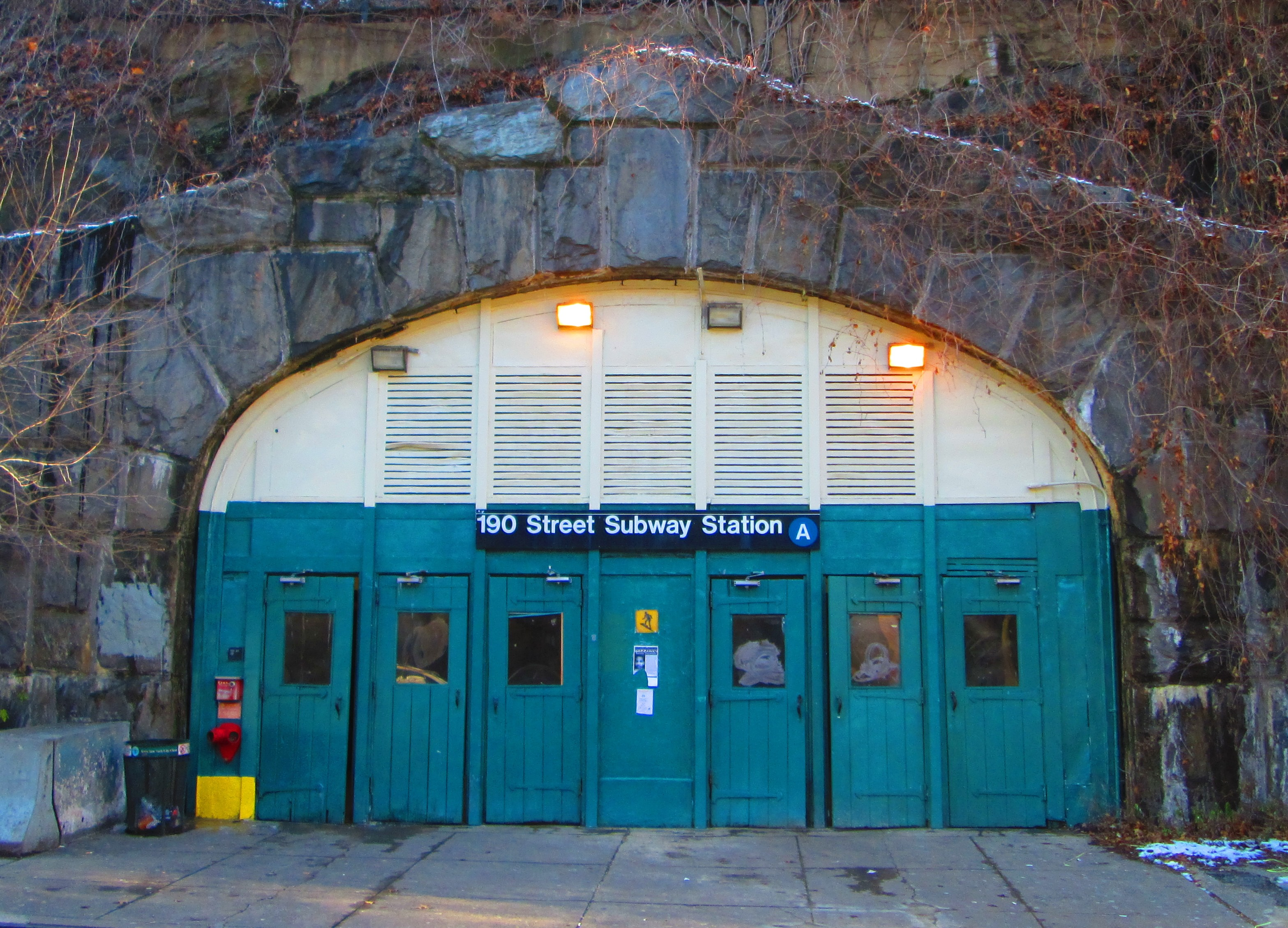
Ingresso alla stazione della 190th Street su Bennett Avenue.
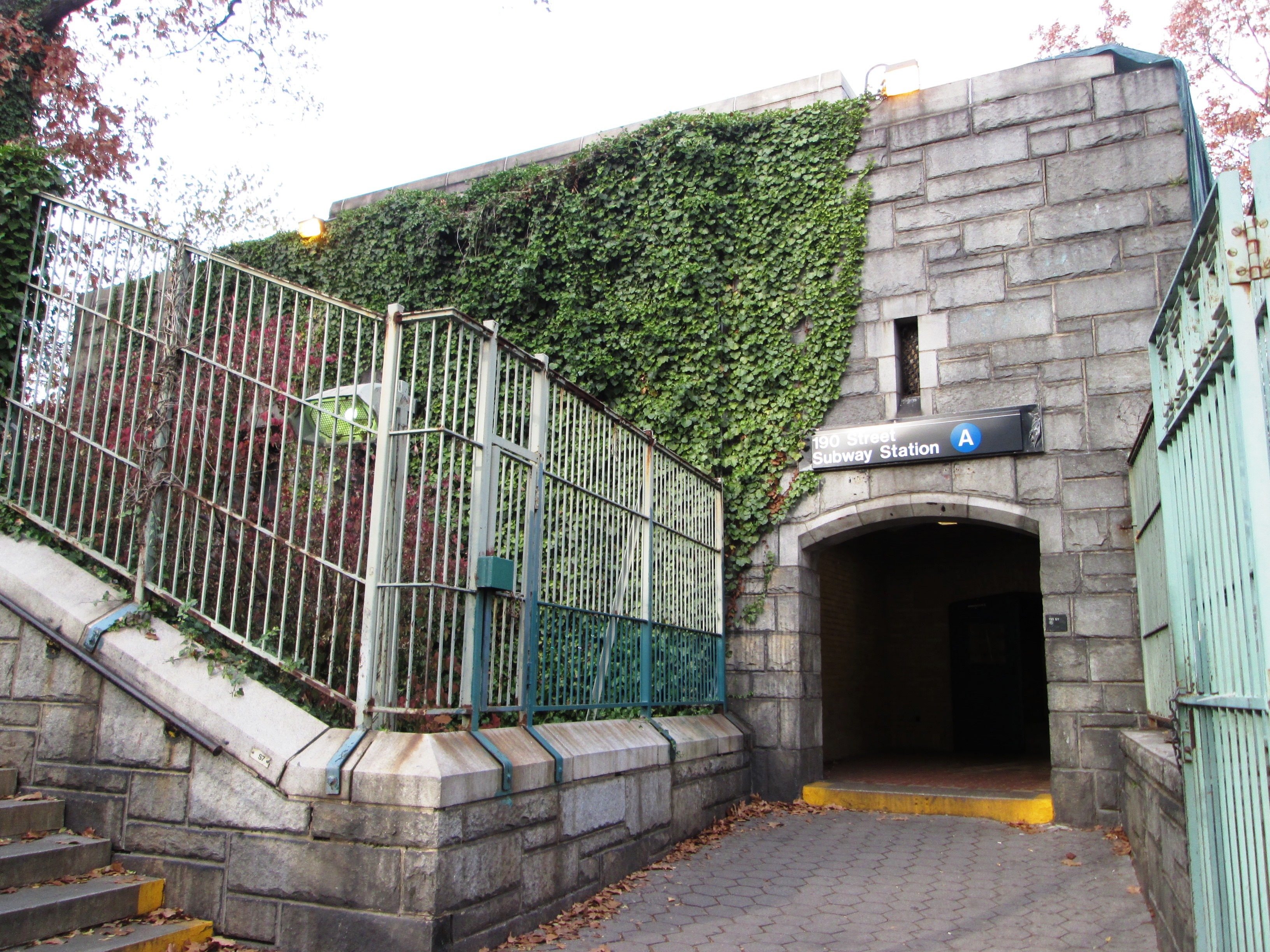
Altro ingresso alla stazione della 190th Street a Ft. Washington Avenue, adiacente al Fort Tryon Park.
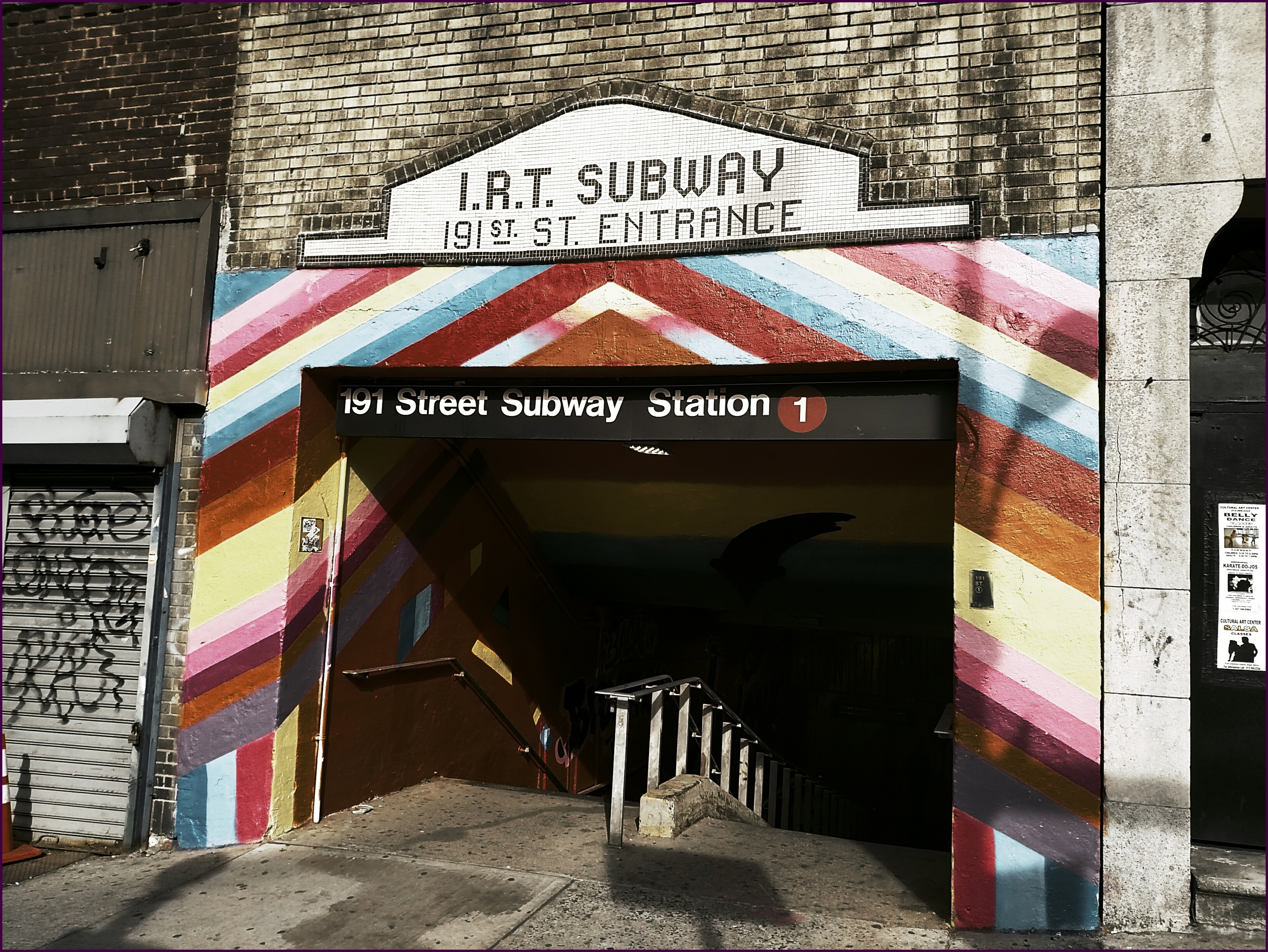
Ingresso alla stazione 191st Street a 191st Street e Broadway.

### Autobus
La MTA Regional Bus Operations serve l'area attraverso i percorsi M2, M3, M4, M5, M98, M100, M101, Bx3, Bx6, Bx6 SBS, Bx7, Bx11, Bx13, Bx35 e Bx36.

## Comunità

### Cultura
The Art Stroll è un festival annuale delle arti che mette in risalto artisti locali. I luoghi pubblici di Washington Heights, Inwood e Marble Hill ospitano gallerie estemporanee, letture, spettacoli e mercati per diverse settimane ogni estate.
Bennett Park è la posizione del punto naturale più alto di Manhattan, così come una commemorazione sul lato ovest del parco delle mura di Fort Washington, che sono contrassegnati nel terreno da pietre con un'iscrizione che recita: "Fort Washington Built And Defended By The American Army 1776." (Fort Washington costruito e difeso dall'esercito americano 1776) Il terreno per il parco è stato donato da James Gordon Bennett Jr., editore del New York Herald. Suo padre, James Gordon Bennett Sr., acquistò la terra e anch'esso fu in precedenza editore dell'Herald. Bennett Park ospita un festival annuale della vendemmia a settembre e una sfilata di Halloween per bambini - con dolcetto o scherzetto in seguito - a Halloween.
Molti piccoli negozi si trovano sulla West 181st Street all'estremità meridionale del quartiere e lungo tutta Broadway. Nel mezzo del quartiere stesso c'è una piccola area commerciale, a West 187th Street, tra Cabrini Boulevard e Fort Washington Avenue.
Le notizie di Upper Manhattan sono pubblicatate settimanalmente sul The Manhattan Times, un giornale bilingue. La sua guida annuale al ristorante mette in risalto la fiorente scena dei ristoranti della zona. Gli eventi sono elencati anche nel calendario Washington Heights & Inwood Online.

### Varietà etnica
Oggi la maggior parte della popolazione del quartiere è di origine o discendenza dominicana (l'area è a volte indicata come "Quisqueya Heights"), spesso si parla spagnolo per le strade. Washington Heights è stata la base più importante per la realizzazione domenicana in arene politiche, no profit, culturali e atletiche negli Stati Uniti dagli anni 1960. La maggior parte delle attività commerciali del quartiere sono di proprietà locale. Molti immigranti domenicani vengono dalla rete e vivono con i familiari. Il vescovo Gerard Walsh, ex parroco di lunga data della chiesa cattolica romana di St. Elizabeth a Washington Heights, ha detto che molti residenti si recano nel quartiere per "alloggi economici", per ottenere posti di lavoro "in centro", per ricevere una "buona istruzione" e "sperano" di lasciare il quartiere.
Prima dello schianto del volo 587 della American Airlines nel 2001, secondo un articolo del The Guardian, il volo aveva "qualcosa di uno status di culto a Washington Heights". Una donna citata nel giornale ha dichiarato: "Ogni domenicano di New York ha preso quel volo o conosce qualcuno che lo possiede. Ti fa arrivare presto. A casa ci sono delle canzoni su questo". Dopo l'incidente sono comparsi memoriali improvvisati a Washington Heights.
Storicamente è la casa di molti americani irlandesi e ebrei tedeschi, il quartiere ha anche una considerevole popolazione ebraica ortodossa. Nel decennio fino al 2011, la comunità ortodossa di Washington Heights e la vicina Inwood sono cresciute di oltre il 140%, da circa 9.500 a quasi 24.000, la crescita più grande di qualsiasi quartiere identificato nello studio della comunità ebraica, un aumento in gran parte alimentato da un afflusso di giovani ebrei ortodossi.

### Arti
L'Audubon Mural Project dipinge il quartiere con immagini di uccelli raffigurati da John James Audubon nel suo primo libro del XIX secolo, The Birds of America.
Annunciando la scena artistica a nord di Central Park si trova l'annuale Uptown Arts Stroll, in cui artisti di Washington Heights, Inwood e Marble Hill sono presenti in luoghi pubblici in tutta Manhattan, ogni estate per diverse settimane. A partire dal 2008, Uptown Art Stroll è gestito da Northern Manhattan Arts Alliance.
La Northern Manhattan Arts Alliance (NoMAA), guidata dal direttore esecutivo Sandra A. García Betancourt, è stata fondata nel 2007 per sostenere artisti e organizzazioni artistiche a Washington Heights e Inwood. La loro missione dichiarata è quella di coltivare, sostenere e promuovere il lavoro di artisti e organizzazioni artistiche nella parte nord di Manhattan. Nel 2008, NoMAA ha assegnato $50.000 in sussidi a sette organizzazioni artistiche e 33 artisti nella comunità artistica di Washington Heights / Inwood. NoMAA sponsorizza eventi artistici della comunità e pubblica una newsletter via email di tutti gli eventi artistici a Washington Heights e Inwood.

## Sport

### Storico

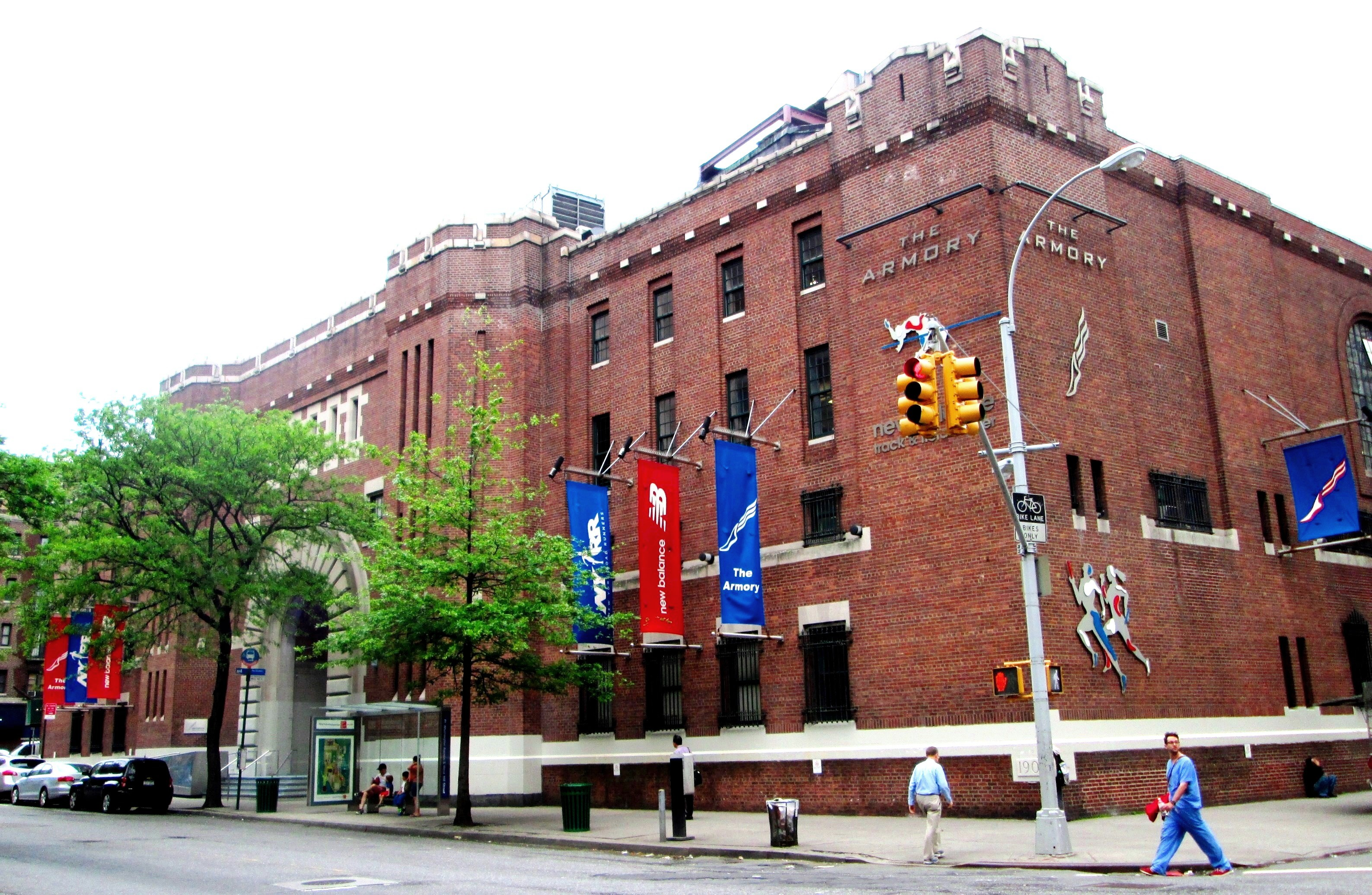
Fort Washington Armory

Cinque club negli sport professionistici americani hanno giocato nella zona di Washington Heights: i New York Giants, i New York Mets, i New York Yankees e le squadre di football dei New York Giants e New York Jets. I New York Giants giocarono al Polo Grounds a West 155th Street e Eighth Avenue dal 1911 al 1957, gli Yankees giocarono lì dal 1913 al 1922 e i New York Mets giocarono lì le loro prime due stagioni (1962 e 1963). Anche le squadre di footbal giocarono sempre al Polo Grands, i New York Giants dal 1925 al 1955 e i New York Jets dal 1960 al 1963. I Mets e i Jets iniziarono a giocare al Polo Grounds mentre la loro futura casa, lo Shea Stadium nel Queens, era in costruzione.
Prima che gli Yankees giocassero al Polo Grounds, hanno giocato al Hilltop Park a Broadway, tra la 165th e la 168th, dal 1903 al 1212; all'epoca erano conosciuti come New York Highlanders. Il 15 maggio 1912, dopo essere stato criticato per diversi inning, il grande Ty Cobb saltò il recinto e attaccò il suo tormentatore. Fu sospeso a tempo indefinito dal presidente della lega, Ban Johnson, ma la sua sospensione fu alla fine ridotta a 10 giorni e a 50 dollari. Una delle più incredibili esibizioni di pitching di tutti i tempi ha avuto luogo a Hilltop Park; il 4 settembre 1908, il ventenne Walter Johnson emilinò tre volte New York in una serie di tre partite. Il parco è ora il Columbia University Medical Center, un importante complesso ospedaliero, aperto in quella sede nel 1928.
Washington Heights è stato il luogo di nascita della stella degli Yankee Alexander Rodriguez. Il campione Manny Ramírez è cresciuto nel quartiere, trasferendosi dalla Repubblica Dominicana all'età di 13 anni e frequentando la George Washington High School, dove c'era una delle migliori prospettive della nazione. Anche l'Hall of Fame Rod Carew, un perenne campione di battute negli anni '70, è cresciuto a Washington Heights, dopo essere emigrato con la sua famiglia da Panama all'età di quattordici anni. Lou Gehrig, giocatore dei New York Yankee, è cresciuto sulla 173rd e Amsterdam. Ha frequentato la scuola elementare P.S. 132 a 185 Wadsworth Avenue tra West 182nd e 183rd Street. Il capitano degli Yankee visse a Washington Heights per la maggior parte della sua vita.

### Moderno
Il New Balance Track and Field Center, situato nel Fort Washington Avenue Armory, mantiene una pista olimpica che è una delle più veloci al mondo. A partire da gennaio 2012 i Millrose Games si sono tenuti lì, abbandonando dopo quasi un secolo il Madison Square Garden. Altre attività si incontrano all'armeria. Le scuole superiori e i college si riuniscono regolarmente nell'auditorium da 2.300 posti ed è aperto, a pagamento, al pubblico per la formazione. Presso l'Armory si trova il National Track & Field Hall of Fame, insieme al Charles B. Rangel Technology & Learning Centre per bambini e studenti delle scuole medie e superiori; la struttura è gestita dalla Armory Foundation, creata nel 1993. L'Armory è il punto di partenza per una corsa su strada annuale che si svolge a marzo, la Coogan's Salsa, Blues e Shamrocks 5K, fondata e gestita da Peter M. Walsh e sancita dai New York Road Runners.
Le gare di mountain bike si svolgono a Highbridge Park in primavera ed estate. Sponsorizzate dalla New York City Mountain Bike Association, le gare si svolgono a turni alterni e sono aperte a concorrenti e amatori professionisti. La partecipazione a queste gare è gratuita, ma l'All-City Cross Country Classic richiede una quota di iscrizione perché viene assegnato un premio in denaro.
I nuotatori estremi prendono parte al Little Red Lighthouse Swim, una nuotata di 9,41 km nel fiume Hudson, da Clinton Cove (Pier 96) a Jeffrey's Hook, dove si trova il Faro di Jeffrey's Hook. La gara annuale, sponsorizzata dalla Manhattan Island Foundation, attira oltre 200 concorrenti. I record per uomini e donne, ancora imbattuti, furono entrambi segnati nel 1998. Jeffrey Jotz, allora 28enne di Rahway, nel New Jersey, terminò in 1 ora, 7 minuti e 36 secondi, mentre l'allora 31enne Julie Walsh-Arlis, di New York, ha finito in 1 ora, 12 minuti e 45 secondi.
Politici locali, appassionati di sport e organizzatori di comunità hanno organizzato gli "Uptown Games" per bambini presso il Fort Washington Avenue Armory. L'evento ha lo scopo di "insegnare ai bambini in tenera età che è bello essere fisicamente attivi", secondo uno degli organizzatori del 2012, Cliff Sperber, della New York Road Runners Association.

## Istituzioni religiose
Le istituzioni cristiane includono:

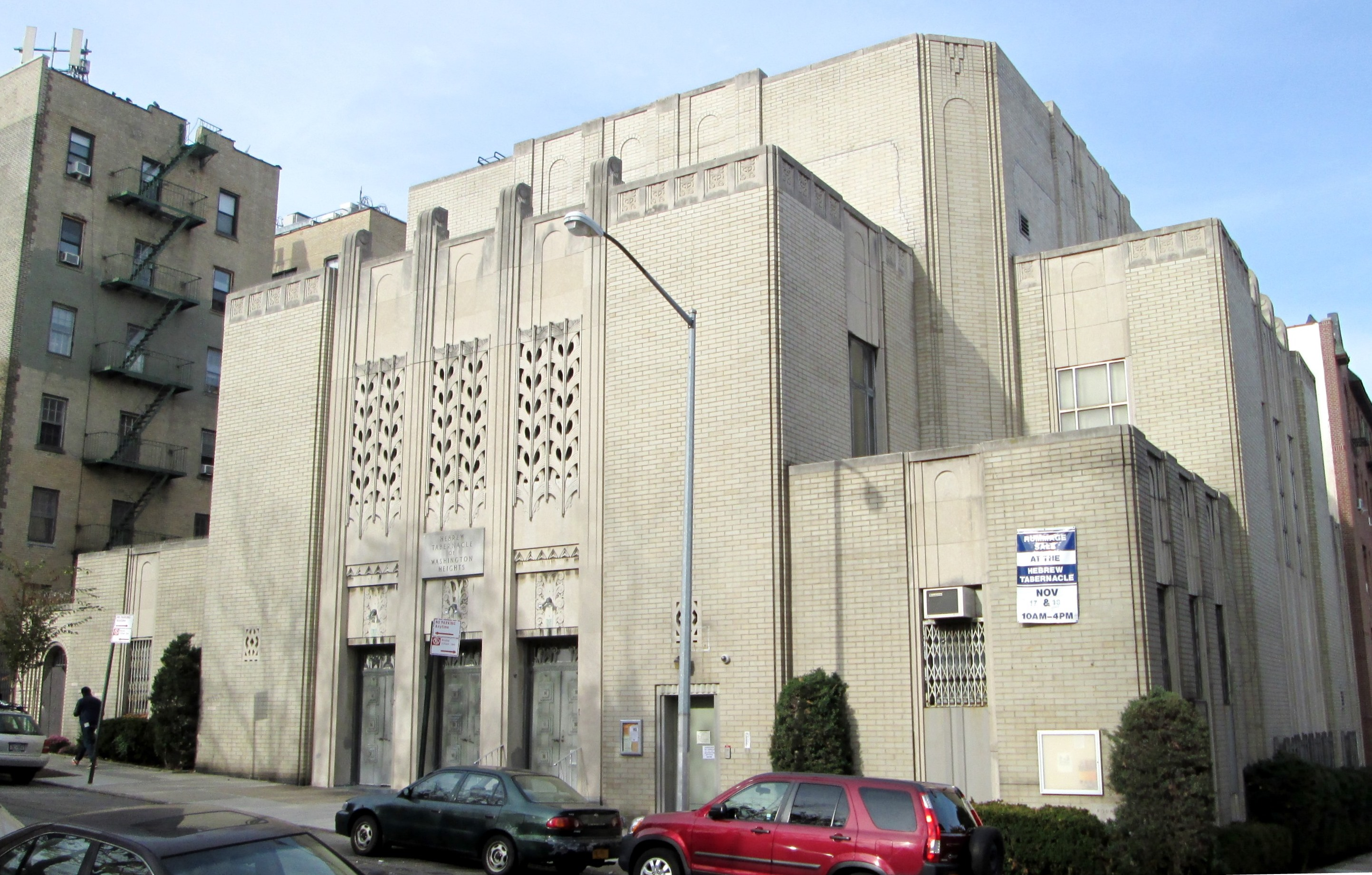
Hebrew Tabernacle di Washington Heights

- Church of the Incarnation (cattolica romana)[107]
- Holy Cross Armenian Apostolic Church (chiesa apostolica armena)[108]
- Saint Rose Of Lima School (cattolica romana)
- Operation Exodus Inner City (programma dopo scuolo e sabato)
- St. Spyridon School (greco-ortodosso)
- St. Spyridon Greek Orthodox Church (New York)
- Saint Elizabeth School and Church (cattolica romana)
- Fort Washington Collegiate Church
- Lovers of Jesus (chiesa di Shu Lin Sun)
- Our Saviour's Atonement Lutheran Church (ELCA)
- St. Catherine of Genoa, 153rd Street (cattolica romana)
- Holyrood Episcopal Church

Le istituzioni ebraiche includono:
- Yeshiva University's Wilf Campus[109]
- Congregation Machzikei Torah
- Fort Tryon Jewish Center (non affiliato)[110]
- Hebrew Tabernacle of Washington Heights (riformato)[111]
- K'hal Adath Jeshurun: Breuers (ortodosso)[112]
- Mount Sinai Jewish Center (ortodosso moderno)[113]
- Shaare Hatikvah Congregation (ortodosso)[114]
- Washington Heights Congregation: The Bridge Shul (ortodosso moderno)[115]

## Educazione

### Collegi e università
La formazione universitaria comprende la Yeshiva University e il Boricua College. Il campus medico della Columbia University ospita il College of Physicians and Surgeons, il College of Dental Medicine, il Mailman School of Public Health, la School of Nursing e i programmi biomedici della Graduate School of Arts and Sciences, che offrono master e dottorati in diversi campi. Queste scuole sono tra i dipartimenti che comprendono il Columbia University Medical Center.
Nonostante il suo nome, CUNY in the Heights, un programma della Hostos Community College dell'Università della Città di New York, non si trova a Washington Heights, ma nel quartiere a nord di Inwood. Il CUNY XPress Center, tuttavia, si trova nel quartiere di Fort George a Washington Heights. Il suo scopo è assistere gli immigrati e aiutare gli studenti ad iscriversi in una delle scuole CUNY.

### Scuole primarie e secondarie
Le scuole private primarie e secondarie includono la Scuola dell'Incarnazione, la Scuola di St. Elizabeth, il Yeshiva Rabbi Samson Raphael Hirsch e la City College Academy of the Arts, un progetto finanziato dalla Fondazione Bill & Melinda Gates. La Success Academy Charter Schools ha anche una sede a Hudson Heights, nell'edificio dell'ex scuola materna di Cabrini.
Altre scuole private includono la Herbert G. Birch School for Exceptional Children, Medical Center Nursery School e la Marsha Stern Talmudical Academy.
Le scuole pubbliche primarie e secondarie sono assegnate alle scuole dal Consiglio di amministrazione della pubblica istruzione della Città di New York. Le scuole superiori includono la George Washington High School.
L'Equity Project è una scuola charter che serve 480 studenti tra i 5 e gli 8 anni ed è stata aperto nel settembre 2009.
Le scuole medie presenti includono:
- I.S. 143 Eleanor Roosevelt
- Mirabal Sisters Schools, MS 319, MS 324, e MS 321, precedentemente IS-90

Le scuole per alunni con età 6-12 includono:
- Washington Heights Expeditionary Learning School

Le scuole elementari presenti includono:
- P.S. 189
- P.S. 366 Washington Heights Academy
- P.S. 48 Police Officer Michael John Buczek School
- P.S. 128 Audubon
- P.S. 132 Juan Pablo Duarte
- P.S. 173
- P.S. 115
- P.S. 187 Hudson Cliffs School
- P.S. 192 Jacob H Schiff School
- P.S. 314 The Muscota New School

### Biblioteche pubbliche

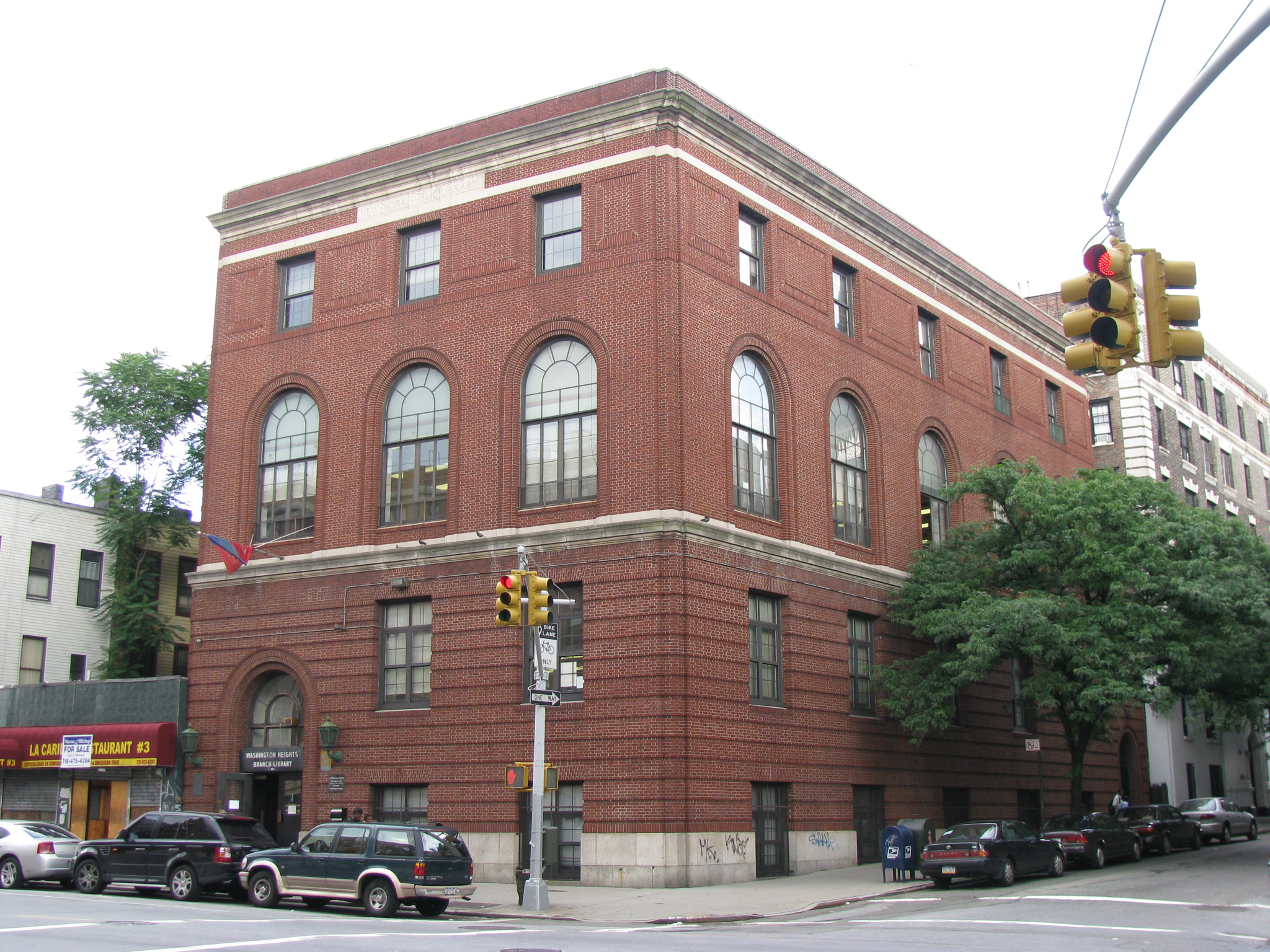
Filiale di Washington Heights della New York Public Library

La New York Public Library gestisce il Washington Heights Branch al 1000 St. Nicholas Avenue a West 160th Street e il Fort Washington Branch al 535 West 179th Street a Audubon Avenue.

### Quotidiani locali
Il The Manhattan Times è il giornale bilingue della comunità che serve i quartieri di Washington Heights e Inwood a nord di Manhattan. Il giornale viene pubblicato ogni mercoledì e viene distribuito principalmente attraverso le scatole nere delle strade. The Manhattan Times è disponibile anche in abbonamento.
Le sezioni di ogni edizione riflettono gli interessi della comunità: Ristorazione Uptown, Real Estate, Health & Fitness, Green Times e altro. Il Manhattan Times ha creato numerose collaborazioni nel corso degli anni con istituzioni e organizzazioni locali.
La versione cartaceaa è distribuita gratuitamente il mercoledì in scatole di strada, aziende locali, organizzazioni non profit e edifici residenziali.
Mentre il giornale viene pubblicato solo settimanalmente, le notizie vengono aggiornate quotidianamente per la comunità locale sul sito del Manhattan Times.

## Nella cultura di massa
- La soap opera I Ryan, della ABC, è ambientata a Washington Heights e trasmessa dalla ABC dal 1975 al 1989.[121]
- Nel film Quarto potere, Jedidiah Leland trascorre il resto della sua vita nel fittizio "Huntington Memorial Hospital" sulla 180th Street.
- Parti del film Salt sono state girate qui, in particolare nella Riviera dei 12 piani, una cooperativa in stile Beaux-Arts del 1910 sulla 157th Street e Riverside Drive.[122]
- La scena finale del film Le forze del male, del 1948, in cui Joe Morse scopre il corpo di suo fratello vicino al fiume Hudson, è stata girata sul posto nel parco a diversi metri a sud del Ponte George Washington.[123]
- Il musical In the Heights, che è stato interpretato a Broadway dal 2008 al 2011, è ambientato a Washington Heights.[124]
- CSI: NY Stagione 2 Episodio 16 ("Cool Hunter") presenta un uomo trovato morto in un parco giochi a Washington Heights. Molti episodi di CSI: NY sono stati girati nel quartiere ma negli episodi sono localizzati in altri quartieri.
- Il film del 2008, Pride and Glory - Il prezzo dell'onore, si svolge nelle strade non ancora ristrutturate di Washington Heights.
- Nel film Mad Hot Ballroom sono presenti studenti di una scuola di Washington Heights.
- Le scene del film Die Hard - Duri a morire sono state girate nella P.S. 115.[125]
- Il film The Saint of Fort Washington non è del tutto geograficamente accurato, ma è ambientato nel quartiere, in particolare il Fort Washington Avenue Armory e il J. Hood Wright Park.
- La canzone "Halloween Parade" di Lou Reed menziona "un crack team da Washington Heights"
- Nel film Coogan's Bluff è presente una scena in cui Clint Eastwood insegue il criminale che deve riportare in Arizona attraverso i Cloisters.[126]
- Nel film Come sposare un milionario si vede il Ponte George Washington che entra a Washington Heights quando Waldo Brewster, un uomo d'affari scontroso (Fred Clark) e Loco Dempsey (Betty Grable), rientrano a Manhattan dalla "Elks Lodge", vengono trascinati dai poliziotti della motocicletta quindi la commissione del ponte può riconoscere "la coppia fortunata" come gli occupanti del 50º milionesimo veicolo del ponte.
- Il film del 2002, Washington Heights con Manny Pérez, è la storia di un giovane illustratore che cerca di sfuggire alle barriere culturali del quartiere latino di Washington Heights.
- Il film Il buio nell'anima, con Jodie Foster, è stato girato in alcune sezioni di Washington Heights; lei e il suo ragazzo vengono attaccati in una scena girata a Fort Tryon Park, la scena finale con Terrence Howard è stata girata su Elwood Street tra Broadway e Nagle Avenue.
- Il film Get Rich or Die Tryin', con il rapper / attore Curtis Jackson, include scene girate a Inwood / Washington Heights, tra cui le scene con un "giovane 50 Cent" girate nella 207th street, nella 159th e a Riverside.
- Nella canzone "Broadway Baby" del musical Follies, l'affettuosa ragazza del coro Hattie vorrebbe essere una star in tutta Manhattan, "da Battery Park a Washington Heights!"
- Nella canzone "Shiksa Goddess" del musical The Last Five Years, il leader romantico ebreo Jamie Wellerstein afferma di aver avuto "cene da Shabbas il venerdì sera con ogni Shapiro a Washington Heights!"
- La canzone "This Is Why I'm Hot" di Mims ha la frase "I hit Wash Heights with the money in the bag."
- La canzone "A-Punk" del gruppo Vampire Weekend menziona Washington Heights.
- La serie televisiva Weeds presenta Washington Heights come location della casa a metà strada di Nancy Botwin nella Stagione 7.
- Il film del 2007 American Gangster è stato girato in alcune sezioni di Washington Heights.
- Il film Frances Ha si conclude con il personaggio principale che si trasferisce a Washington Heights.